# Võ Thị Thái
Võ Thị Thái (? - 1789), là một nữ tướng của nhà Tây Sơn trong lịch sử Việt Nam.

## Tiểu sử
Võ (hay Vũ) Thị Thái là người ở xã Bình Chương, huyện Bình Sơn, tỉnh Quảng Ngãi. Bà là em ruột Đô đốc Võ Thông.
Bà gia nhập quân Tây Sơn lúc nào không rõ, chỉ biết trong chiến dịch giải phóng Thăng Long vào mùa xuân năm Kỷ Dậu (1789), bà đã là Đô đốc kỵ binh, chỉ huy việc vận chuyển quân trang, khí cụ, lương thực từ Vị Hoàng (Nam Định) đến mặt trận Ngọc Hồi (nay thuộc Thanh Trì, Hà Nội).
Trong chiến dịch ấy, bà Thái bị trúng đạn của quân Thanh (Trung Quốc), và đã tử thương tại chiến trường.